# جيسي ريز
جيسيكا ريز (من مواليد 12 يونيو 1991) (بالإنجليزية: Jessica Reyez) هي مغنية وكاتبة أغاني كندية. بلغ أغنيتها المنفردة لعام 2016 ، "Figures" ذروتها في رقم 58 على القائمة الكندية الساخنة 100 وحصلت على شهادة البلاتين الثلاثية من قبل Music Canada (MC) والبلاتين من قبل رابطة صناعة التسجيلات الأمريكية (RIAA).  أدى ألبومها المصغر ، Kiddo (2017) ، إلى فوزها بجائزة أصل من أربع ترشيحات في جوائز جونو في عام 2018 في فئة الفنانين الصاعدين. تم إصدار ثاني ألبوم مصغر لها ، Being Human in Public (2018), في العام التالي ، فازت في جوائز جونو 2019 ضمن فئة أفضل ألبوم أر أند بي أو سول للعام ، كما تم ترشيحه لأفضل ألبوم حضري معاصر في جوائز غرامي 2020.
فازت ريز بتسجيل R&B / Soul للسنة مرة أخرى لأغنية "Feel it Too" لعام 2019 ( مع توري لينز وتايني) ، في جوائز جونو لعام 2020 ، حيث تم ترشيحها أيضًا ضمن فئة فنان أو فنانة العام. قامت جيسي ريز بتأليف أغاني لكالفين هاريس وكيلاني ودوا ليبا ونورماني ، وأكثر أغنية ناجحة من تأليفها هي "One Kiss" التي غنتها دوا ليبا ، بالإضافة أنها تعاونت كثيراً مع نجم الراب الشهير إمينيم .  أصدرت ألبومها الأول ، Before Love Came to Kill Us (2020) ، وواجهت موجة كبيرة من الانتقادات والنجاح التجاري ، حيث وصل إلى المركز 13 في قائمة بيلبورد 200 الأمريكية. 